# Cantonul Lauterbourg
Cantonul Lauterbourg este un canton din arondismentul Wissembourg, departamentul Bas-Rhin, regiunea Alsacia, Franța.

## Comune
- Lauterbourg (reședință)
- Neewiller-près-Lauterbourg
- Niederlauterbach
- Salmbach
- Scheibenhard